# Agathis moorei
Agathis moorei är en barrträdart som först beskrevs av John Lindley, och fick sitt nu gällande namn av Maxwell Tylden Masters. Agathis moorei ingår i släktet Agathis och familjen Araucariaceae. IUCN kategoriserar arten globalt som sårbar. Inga underarter finns listade i Catalogue of Life.